# Eimeria maxima
Eimeria maxima (Tyzzer, 1929) je kokcidie kura domácího. Parazituje ve střední části tenkého střeva, od duodenální kličky až po divertikulum žloutkového váčku, ale po silné infekci se mohou změny nacházet v průběhu celého střeva. Pro E. maxima jsou typické velké, nažloutlé až hnědavé oocysty, dosahující v průměru 30,5 x 20,7 µm. Odlišuje se od E. necatrix nepřítomností velkých schizontů v otiskových preparátech z postižených míst sliznice střeva a od E. brunetti velkými oocystami a vzhledem lézí.
E. maxima je považována za středně patogenní kokcidii. Infekce 200.000 oocyst snižuje hmotnostní přírůstky, způsobuje anorexii, anémii, zhrubnutí peří, průjem a zvyšujemorbiditu i mortalitu kuřat. Subklinické infekce zhoršují pigmentaci kůže (zhoršená absorpce xantofylu a karotenoidů ve střevě).
Během prvních dvou nepohlavních cyklů v epiteliálních buňkách sliznice je poškození střeva minimální. Teprve při gametogonii probíhající 5.-8. den po infekci (PI) v subepiteliální tkáni dochází k ochablosti a nafouknutí střeva, překrvení, zesílení a edému sliznice, výskytu petechií a nahromadění žlutooranžového hlenu, tekutiny a krve ve střední části střeva. Změny jsou často viditelné i přes serózu střeva.
Poškození sliznice je úměrné infekční zátěži oocystami kokcidií. Mikroskopicky jsou změny charakterizovány edémem a buněčnou infiltrací, kolem 4. dne PI nálezem schizontů a mezi 5.-8. dnem PI nálezem gametocytů v subepiteliání tkáni a hemoragiemi na vrcholcích klků.
Minimální prepatentní doba (interval od počátku infekce až po vyloučení prvních oocyst) je u E. maxima 121 hodin a minimální sporulační doba (doba potřebná k dozrání oocysty do infekčního stavu) činí 30 hodin. Maximální reprodukce zjištěná po pozření 1 oocyty – 12 000 oocyst.